# Royal Aircraft Factory S.E.4
Royal Aircraft Factory S.E.4 là một mẫu máy bay trinh sát hai tầng cánh do Royal Aircraft Factory thiết kế chế tạo vào đầu Chiến tranh thế giới I.

## Quốc gia sử dụng
Anh Quốc
- Quân đoàn Không quân Hoàng gia

## Tính năng kỹ chiến thuật (160 hp Gnome)
Dữ liệu lấy từ The British Fighter since 1912 
Đặc điểm tổng quát
- Kíp lái: 1
- Chiều dài: 21 ft 4 in (6,50 m)
- Sải cánh: 27 ft 6 in (8,38 m)
- Chiều cao: 9 ft 0 in [2] (2,74 m)
- Diện tích cánh: 188 sq ft (17,5 m²)
- Động cơ: 1 × Gnome, 160 hp (119 kW)
- Cánh quạt: 4

 Hiệu suất bay 
- Vận tốc cực đại: 135 mph (117 knot, 217 km/h)
- Thời gian bay: 1 h[3]
- Vận tốc lên cao: 1.600 ft/phút (8,1 m/s)

Trang bị vũ khí

- Không